# Nhan Vô Do
Nhan Vô Do (tiếng Trung: 顏無繇; bính âm: Yan Wuyou; Wade–Giles: Yen Wu-yu; 545 TCN -  ?), hay Nhan Do (tiếng Trung: 顏由; bính âm: Yan You), tự Lộ (路), hay Quý Lộ (季路), thường gọi là Nhan Lộ (tiếng Trung: 顏路; Wade–Giles: Yen Lu), người nước Lỗ thời Xuân thu, là một trong thất thập nhị hiền của Nho giáo.

## Cuộc đời
Năm 529 TCN, Khổng Khâu dạy học ở Khuyết Lý. Nhan Lộ nghe tin, đến cầu học, là một trong những đệ tử đầu tiên. Năm 521 TCN, con trưởng của Nhan Lộ là Nhan Hồi ra đời. Năm 490 TCN, Nhan Hồi đột ngột qua đời, Nhan Lộ không có tiền mua quách chôn con, xin Khổng Tử bán xe. Khổng Tử bèn nói ra cảm nhận của bản thân: Có tài, không có tài, cũng đều là con cả. Lý chết, có áo quan mà không có quách. Ta chẳng lẽ đi bộ mua quách, mà ta là đời sau của đại phu, không thể đi bộ vậy.
Năm 72, thời Hán Minh Đế, Nhan Lộ được phối thờ trong Khổng miếu.

## Gia đình
Nhan Vô Do lấy vợ người nước Tề, không rõ có thuộc công tộc Khương Tề hay không. Năm 1330, thời Nguyên Văn Tông, vợ của Nhan Vô Do được truy phong Kỷ quốc phu nhân.
Nhan Vô Do có hai con trai: Con trưởng Nhan Hồi, mất sớm; con thứ Nhan Hâm (顏歆).

## Đánh giá
Trong Toàn Đường văn có chép lời tán của Chu Hàn: Hiển doãn quân tử, đức sung khánh diên. Thúc thế gia Lỗ, lậu hạng sinh Uyên. Đồng sư tương Thánh, câu vị năng hiền. Thiên tái chi hạ, thanh phong lẫm nhiên.